# Murten

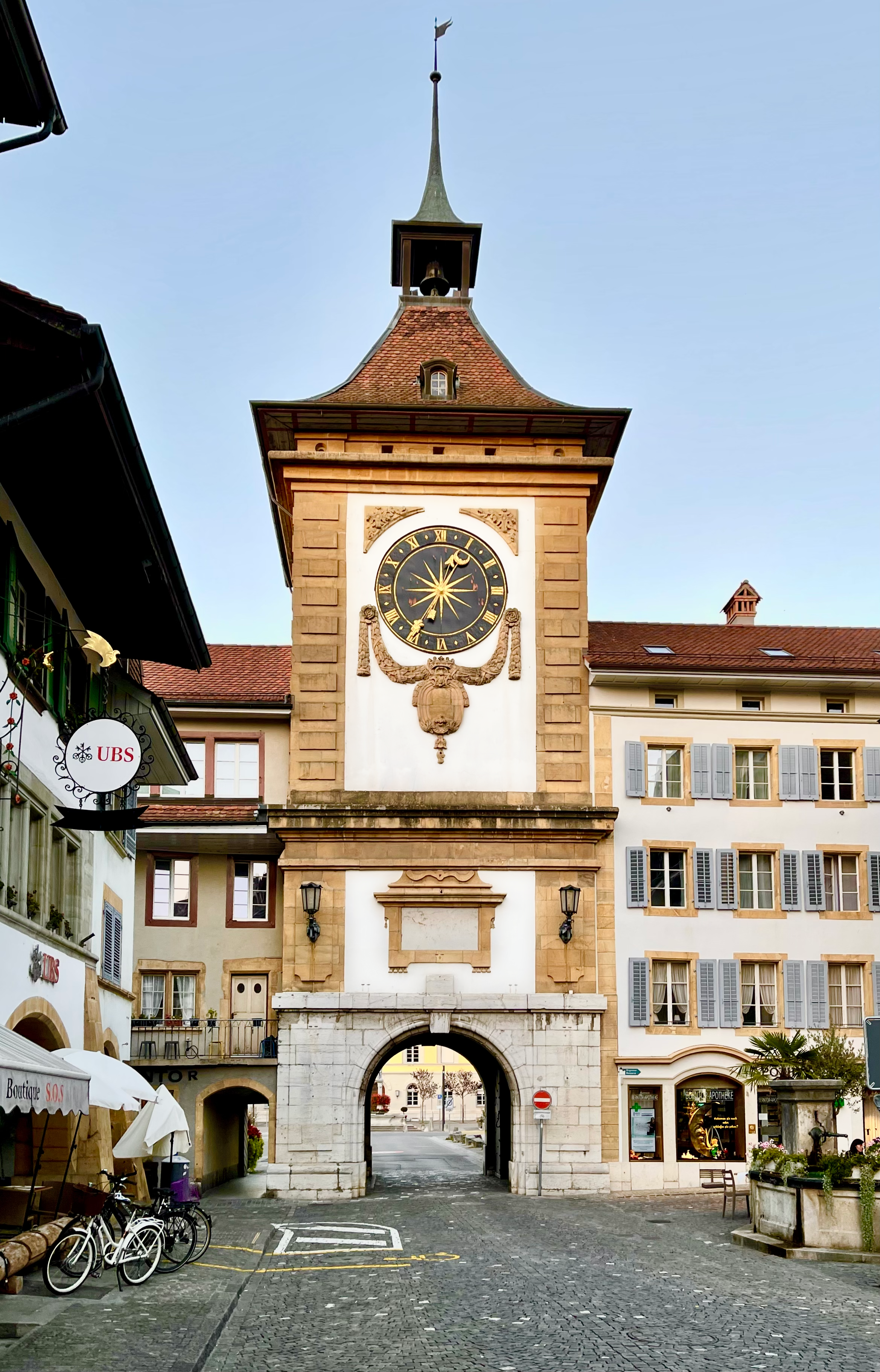
Berntor in Murten

Murten (tiếng Pháp: Morat) là một đô thị thuộc huyện See trong bang Fribourg ở Thụy Sĩ.
Đô thị này nằm ở bờ nam hồ Morat. Murten nằm giữa Berne và Lausanne và là thủ phủ huyện Lac thuộc bang Fribourg.